# Shizuka Kudō
Shizuka Kudo (工藤静香, Kudō Shizuka, Tóquio, 14 de abril de 1970) é uma cantora e atriz japonesa, nascida em Hamura, na capital do seu país. Debutou como cantora de j-pop em maio de 1986, sendo a membra número 38 da girl group Onyanko Club, tendo feito muito sucesso na década de 90.
Suas principais músicas são:
- Douki
- Fujitsu
- Mugon iro poi
- Kousa ni fukarete